# Nävlinge
Nävlinge är kyrkby i Nävlinge socken i Hässleholms kommun i Skåne, belägen på Nävlingeåsen. SCB har för bebyggelsen i byn och dess grannby Vagnaröd avgränsat och namnsatt småorten Nävlinge södra och Vagnaröd.

## Befolkningsutveckling
| Befolkningsutvecklingen i Nävlinge södra och Vagnaröd 1990–2015 | Befolkningsutvecklingen i Nävlinge södra och Vagnaröd 1990–2015 | Befolkningsutvecklingen i Nävlinge södra och Vagnaröd 1990–2015 | Befolkningsutvecklingen i Nävlinge södra och Vagnaröd 1990–2015 | Befolkningsutvecklingen i Nävlinge södra och Vagnaröd 1990–2015 |
| --------------------------------------------------------------- | --------------------------------------------------------------- | --------------------------------------------------------------- | --------------------------------------------------------------- | --------------------------------------------------------------- |
|                                                                 |                                                                 |                                                                 |                                                                 |                                                                 |
| År                                                              |                                                                 |                                                                 | Folkmängd                                                       | Areal (ha)                                                      |
| 1990                                                            | 1990                                                            |                                                                 | 93                                                              | 16                                                              |
| 1995                                                            | 1995                                                            |                                                                 | 113                                                             | 19                                                              |
| 2000                                                            | 2000                                                            |                                                                 | 106                                                             | 20                                                              |
| 2005                                                            | 2005                                                            |                                                                 | 94                                                              | 20                                                              |
| 2010                                                            | 2010                                                            |                                                                 | 95                                                              | 24                                                              |
| 2015                                                            | 2015                                                            |                                                                 | 117                                                             | 30                                                              |
|                                                                 |                                                                 |                                                                 |                                                                 |                                                                 |

## Samhället
I Nävlinge finns Nävlinge kyrka och en Equmenia-förening (Equmenia Nävlinge) som bland annat har olika barn- och ungdomsgrupper, barntimmar, scout och barnkör.
Det finns även en secondhandbutik med café vars intäkter går till Haiti.
I Nävlinge finns det en LRF-förening som varje år arrangerar ett traktorrace som 2013 lockade 1100 besökare.
I Nävlinge finns fotbollsklubben Nävlinge IF, som säsongen 2014 vann serierna i B- och A-lag. Föreningen har även ett damlag som är sammanslaget med Vinslövs IF. Varje sommar anordnar Nävlinge IF en sommardans som lokalt kallas "Nävlingefesten" med dansband och med ett besökarantal på cirka 200-300 gäster.
I Nävlinge har man flera olika föreningar som engagerar invånarna och till hjälp finns det flera lokaler:
- Klubbstuga (Nävlinge IF)
- Nävlinge Missionskykra
- Almas Secondhand (träffpunkt Nävlinge)
- församlingshemmet (Nävlinge Kyrka)

## Aktiviteter under året
Under året sker det många aktiviteter som lokala föreningar anordnar:
- Vårbrasa som Equmenia Nävlinge står för med en eld, brännbolls spel, kyrkokören som sjunger och även ibland lotteri.
- Sommardanser som Nävlinge IF anordnar som kallas "Nävlingefesten" där man har dansband grillning och kiosk som man kan handla i. Danserna brukar anordnas två gånger om året. Besökarantalet ligger på ca 200-300 gäster.
- I november anordnar Nävlinge LRF ett traktorrace som är väldigt populärt. 2013 hade man 1100 besökare. Equmenia Nävlinge grillar korv och sköter försäljning av fika, kaffe. Lokala företag ställer ut traktorer, skogsmaskiner.